# Bezměrov
Bezměrov – gmina w Czechach, w powiecie Kromieryż, w kraju zlińskim. Według danych z dnia 1 stycznia 2012 liczyła 587 mieszkańców.
W miejscowości jest przystanek kolejowy Bezměrov.